# Zijavac
Zijavac (lat. Glareola pratincola) jest šljukarica iz familije zijavaca i trkalica. Naučno ime roda je deminutiv latinske reči glarea, „šljunak”, odnoseći se na staništa na kojima ova vrsta gradi gnezda. Specijski deo imena lat. pratincola označava nekog ko nastanjuje livade, od latinske reči pratum, prati, „livada” i reči lat. incola, što znači „stanovnik” — od lat. incolere, „stanovati”.

## Opis
Zijavac je 24—28 cm dugačka ptica sa rasponom krila oko 60—70 cm. Ima kratke noge, dugačka zašiljena krila, dugačak viličast rep, kratak kljun što je adaptacija na ishranu u vazduhu. Leđa i glava su braon boje, letna pera krila su crne boje, pri čemu je stomak beo. Unutrašnja strana krila je boje lešnika.
Da bi se razlikovao od ostalih zijavaca, potrebno je veliko iskustvo sa zijavcima, jer se na nekim mestima mogu pojaviti crnokrili zijavac (lat. Glareola nordmanni) i crvenokrili zijavac (lat. Glareola maldivarum) pa ih je jako teško razlikovati. Crvenokrili zijavac je skoro identičan običnom zijavcu i jedina razlika je dužina repa koji je kod zijavca duži.

### Podvrste
Zijavac je podeljen u dve podvrste:
- , (Linnaeus, 1766): Južna Evropa i Severna Afrika do Pakistana
- , (Neumann, 1910): Subsaharska Afrika

### Gnežđenje
Vrsta polaže od 2 do 4 jaja. Ne pravi gnezdo, već koristi prirodna ulegnuća na zemlji kao gnezda.

### Ishrana
Zijavac je jedinstven među šljukaricama jer svoj plen, koji pored svega čine insekti, lovi u letu kao pripadnici porodica lasta i čiopa, mada se može hraniti i na zemlji.

## Distribucija i stanište
Zijavac je ptica otvorenih staništa, pri čemu se često sreće pored vode predveče u potrazi za insektima. Sreće se u toplim delovima Evrope, jugozapadne Azije i Afrike. Ovo je ptica selica, koja zimu provodi u tropskim delovima Afrike, retko severnije od toga.

## Status i konzervacija
Ovo je jedna od vrsta koja je zaštićena „Sporazumom o zaštiti afričko-evroazijskih migratornih ptica močvarica” (AEWA).